# Genitore narcisista
Un genitore narcisista è solitamente un genitore con un legame prevalentemente o solamente possessivo con il figlio e può reagire consciamente o inconsciamente con invidia e rabbia ad ogni istanza del figlio verso una crescente indipendenza che verrà quindi combattuta a scapito della serenità e libertà del figlio stesso. Le relazioni di questo tipo si basano prevalentemente sulla critica e sulla svalutazione seppur giustificate come atti d'amore.

## Caratteristiche
Mentre un sufficientemente "buon genitore" ha una sicurezza in sé che gli consente di permettere ai figli una autonomia ragionevole, un genitore patologicamente narcisistico tende ad avere bisogno di indirizzare il figlio verso obiettivi che sono in realtà del genitore stesso o che stanno a cuore al genitore stesso senza considerare se essi siano in linea con le esigenze e la personalità libera del figlio.
Questa eterodirezione può portare il bambino e l'adolescente a considerare che le esigenze emotive altrui contano molto di più delle proprie fino a negare di avere esigenze o scelte proprie o confondere le indicazioni altrui come proprie perdendo però energia e autonomia in una sana e serena affermazione del sé.
Alan Rapport, psicologo americano, afferma che i genitori narcisistici vedono i figli come "estensioni" di loro stessi e non come persone con loro sentimenti autonomi, idee e gusti propri che possono anche non collimare con quelli del genitore stesso. In questo senso spesso prendono anche il merito degli eventuali successi "eterodiretti" del figlio che così spende energie in obiettivi non del tutto o per nulla piacevoli per lui stesso e può provare gravi sensi di incapacità causata dal lavorare per cause che non sente motivanti in modo profondo.
I genitori narcisistici sono molto intrusivi in alcuni aspetti della vita privata dei loro figli e molto distratti o disinteressati da altri aspetti. In ogni caso i figli vengono puniti se non conformano alle richieste più o meno esplicite, la punizione può andare dall'atto fisico, abusi verbali quali insulti, ridicolizzazione, incolpazione, ricatti emotivi ed economici, critiche ecc. Quale che sia il modo con cui viene espressa la punizione ha lo scopo di forzare il comportamento del figlio nella direzione voluta dal genitore.

### Reiterazione generazionale
Genitori narcisistici, solitamente, creano figli che saranno portati a diventare a loro volta genitori narcisistici per un comportamento indotto culturalmente.

## Aspetti giuridici
Nel diritto in Italia la manipolazione mentale ed ogni atto abusante messo in pratica per minare la fiducia che la vittima ripone in sé stessa e sulla capacità di giudizio della realtà veniva preso in considerazione dall'art. 613 del codice penale, successivamente abrogato; oggi rientra negli articoli che riguardano i maltrattamenti in famiglia a livello psicologico e fisico dall'art. 571 del c.p.